# Beala Poleana, Kărdjali
Beala Poleana (în bulgară Бяла Поляна) este un sat în comuna Kărdjali, regiunea Kărdjali,  Bulgaria. 

## Demografie
Componența etnică a satului Beala Poleana
     Turci (96,36%)
     Nicio identificare (3,63%)
     Altele (0%)
La recensământul din 2011, populația satului Beala Poleana era de 110 locuitori. Din punct de vedere etnic, majoritatea locuitorilor (96,36%) erau turci. Pentru 3,63% din locuitori nu este cunoscută apartenența etnică.